# 15858 Davidwoods
15858 Davidwoods este un asteroid din centura principală de asteroizi.

## Descriere
15858 Davidwoods este un asteroid din centura principală de asteroizi. A fost descoperit pe 12 martie 1996 la Kitt Peak National Observatory, în cadrul proiectului Spacewatch. Asteroidul prezintă o orbită caracterizată de o semiaxă mare de 2,18 ua, o excentricitate de 0,15 și o înclinație de 2,0° în raport cu ecliptica.